# 980

980(구백팔십)은 979보다 크고 981보다 작은 자연수다.

## 수학
- 합성수로, 그 약수는 총 18개다. (1, 2, 4, 5, 7, 10, 14, 20, 28, 35, 49, 70, 98, 140, 196, 245, 490, 980)
  - 980의 진약수의 합은 1414이므로, 980은 과잉수다.
- {\displaystyle 980=16^{2}+18^{2}+20^{2}}
  - 연속하는 세 짝수의 제곱합으로 나타낼 수 있는 가장 큰 세 자리 수다. 이 성질을 지닌 앞의 수는 776, 다음 수는 1208이다.
- {\displaystyle 980=9^{2}+13^{2}+17^{2}+21^{2}}
  - 공차가 4인 네 자연수의 제곱합으로 나타낼 수 있는 가장 큰 세 자리 수다. 이 성질을 지닌 앞의 수는 864, 다음 수는 1104다.
- {\displaystyle 980=5^{3}+7^{3}+8^{3}}
  - 서로 다른 세 자연수의 세제곱합으로 나타낼 수 있는 가장 큰 세 자리 수다.
- {\displaystyle 99^{2}-1}은 980으로 나누어떨어진다.

## 과학
- NGC 980(영어판): 안드로메다자리 방향에 있는 렌즈형은하.

## 교통
- 아우토반 980호선(영어판, 독일어판): 바이에른주 오베랄고이군 발텐호펜에서 줄츠베르크까지 이어지는 독일의 고속도로.
- 980번 홋카이도도(일본어판): 홋카이도 하코다테시 내를 관통하는 일본의 도도.

## 군사
- U-980(영어판): 제2차 세계 대전에 사용된 나치 독일의 군용 잠수함.

## 문화유산
- 대한민국의 보물 제980호: 화성 봉림사 목조아미타여래좌상

## 방송
- 지니 TV의 브라보키즈 채널 번호.
- B tv의 스카이스포츠 채널 번호.
- B tv 케이블의 IB 스포츠 채널 번호.

## 기타
- 연도: 980년, 기원전 980년
- 980년대
- 한국십진분류법에서 지리에 관한 책들이 분류되는 번호.